# Società Sportiva Felice Scandone 2017-2018
Questa voce raccoglie le informazioni riguardanti la  Società Sportiva Felice Scandone nelle competizioni ufficiali della stagione 2017-2018.

## Verdetti stagionali
Competizioni nazionali
- Serie A:

Stagione regolare: 4º posto su 16 squadre (20-10);
Play-off: sconfitto ai quarti di finale da Trento;
- Coppa Italia:

Sconfitto ai quarti di finale da Cremona.
- Basketball Champions League:

Eliminato al termine della fase a gironi;
- FIBA Europe Cup:

Sconfitto in finale da Venezia.

## Stagione

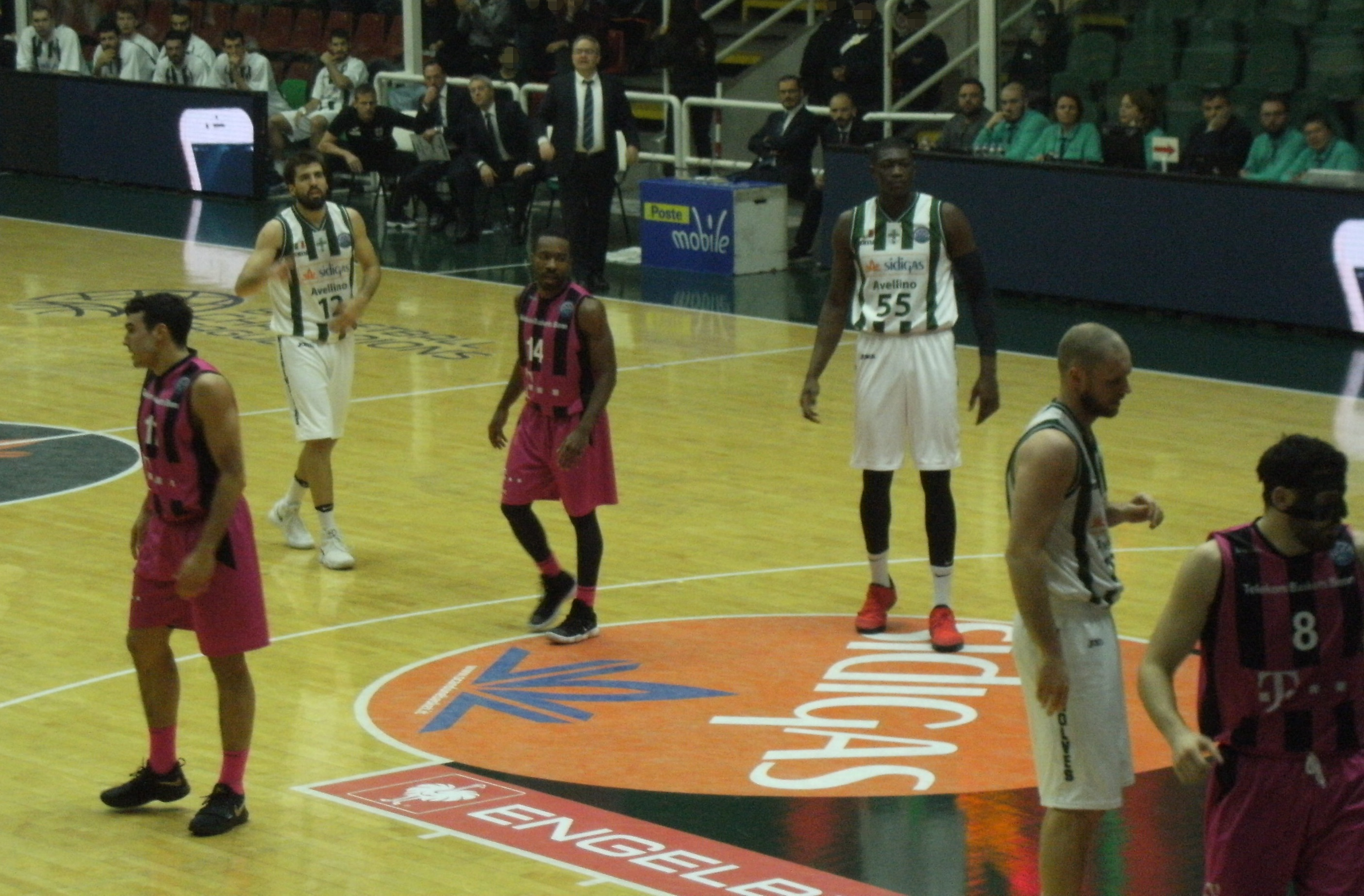
Fase di gioco dell'incontro Avellino-Bonn

La stagione 2017-2018 della Società Sportiva Felice Scandone sponsorizzata Sidigas, è la 18ª nel massimo campionato italiano di pallacanestro, la Serie A.
Nel mese di giugno vengono ufficializzati gli acquisti di Bruno Fitipaldo e Ariel Filloy, nel mese di luglio quelli di Jason Rich, Thomas Scrubb, Dez Wells e nel mese di agosto quelli di Lorenzo D'Ercole, Hamady N'Diaye e Shane Lawal, il quale si sottopone ad un intervento chirurgico al ginocchio sinistro prima dell'inizio della stagione. Debutta l'11 marzo nell'incontro di campionato contro Brindisi. Il 22 settembre viene ufficializzato l'acquisto di Emin Mavric. Vengono, inoltre, confermati Salvatore Parlato, Andrea Zerini e Kyrylo Fesenko. Convocato in nazionale, durante un allenamento si infortuna al menisco del ginocchio sinistro per il quale si rende necessario un intervento chirurgico con un tempo di recupero stimato in 6/8 settimane. Rientrato in campo per la seconda giornata di campionato, è stato necessario ricorrere ad un nuovo stop dopo 3 gare disputate a causa del riacutizzarsi del problema al ginocchio. Torna disponibile per la nona giornata di campionato contro Venezia.
Il 21 agosto, in assenza dei centri titolari, Dragan Sekelja e Domagoj Bubalo si aggregano alla squadra per gli allenamenti. Il 25 agosto Bubalo lascia il ritiro, venendo sostituito dall'ala-centro Anthony Morse.
Il 26 maggio viene annunciata la partecipazione alla Basketball Champions League. La società viene inserita nel gruppo D con Beşiktaş, Zielona Góra, B.C. Ostenda, Nymburk, Salonicco e le vincitrici dei turni preliminari Nanterre 92 (contro Pristina, Minsk, Budivelnyk Kiev)  e Bonn (contro Dinamo Tbilisi, Badalona, Joensuun Kataja).
Il precampionato vede la Scandone vittoriosa contro Scafati e aggiudicarsi il trofeo della biennale di Padru contro Sassari, il trofeo Loreto contro Brindisi, il trofeo Vito Lepore (vittorie contro Hapoel Holon e Brindisi), il secondo posto nel trofeo IRTET (vittoria contro Brindisi e sconfitta contro Sakarya Buyuksehir) e il terzo posto nel torneo Meridiana (vittoria contro Cagliari e sconfitta contro Sassari) e nel memorial "Elio Pentassuglia" (sconfitta contro Siena e vittoria contro Reggio Calabria).
Il 27 ottobre viene ufficializzato l'acquisto di Benjamin Ortner. Il 15 dicembre viene ufficializzato il trasferimento a Brescia.
Il 9 novembre Bruno Fitipaldo viene sottoposto ad un intervento chirurgico alla mano destra infortunata in allenamento con tempi di recupero stimati in 40 giorni. Torna, quindi, disponibile per la partita con Bonn del 6 dicembre.
La squadra conclude il girone di andata in 1ª posizione in classifica a 24 punti (2 in più rispetto alla stagione precedente), ottenendo la qualificazione alla Coppa Italia nel quale affronta Cremona. L'incontro si conclude con la vittoria della formazione lombarda per 89-82 al primo tempo supplementare.
Termina, invece, al quinto posto il girone di Basketball Champions League, venendo eliminata e ammessa alla FIBA Europe Cup 2017-2018 nel quale incontra, agli ottavi di finale, il Basketbol'nyj klub Cmoki Minsk. L'incontro di andata termina 70-70, mentre il ritorno si conclude con la vittoria della Scandone che accede ai quarti di finale nel quale incontra Utena. Avellino supera il turno grazie alla vittoria per 85–68 nella gara di ritorno (l'andata si era conclusa 77-77), ottenendo la qualificazioni alle semifinali nelle quali incontra i Bakken Bears. Gli incontri terminano con la vittoria della formazione irpina, che ottiene per la prima volta l'accesso alla finale di una competizione europea nel quale incontra Venezia. Il doppio confronto si conclude con la vittoria della formazione veneta.
Il 23 febbraio Hamady N'Diaye riporta un infortunio al piede destro nel corso dell'incontro tra Senegal e Repubblica Centrafricana valido per la qualificazione ai mondiali, per il cui recupero viene stimato un periodo di 40 giorni salvo poi rendersi necessario un intervento chirurgico con un ulteriore tempo di recupero di un mese.
La squadra conclude il girone di ritorno in 4ª posizione in classifica a 40 punti (20 vittorie e 10 sconfitte), ottenendo la qualificazione ai play-off in cui affronta Trento. La serie, caratterizzata dalla squalifica per due giornate del Palasport Giacomo Del Mauro e di Bétinho Gomes, si conclude con la vittoria della formazione trentina per 3-1.
Nel mese di maggio vengono ufficializzati gli acquisti di Patrik Auda e Alex Renfroe, disponibili a partire dai play-off.
Il 9 maggio Jason Rich viene nominato MPV del campionato. Secondo una classifica delle migliori 100 squadre europee stilata dal portale Eurobasket.com nel mese di maggio, la società risulta essere al nono posto, prima tra le formazioni italiane.

## Roster
| Sidigas Avellino 2017-18 | Sidigas Avellino 2017-18 |
| Giocatori                | Staff tecnico            |
| ------------------------ | ------------------------ |

| N. | Naz.                                                     | Ruolo | Nome              | Anno | Alt.   | Peso   |  |
| -- | -------------------------------------------------------- | ----- | ----------------- | ---- | ------ | ------ |  |
| 0  | Italia (bandiera)                                        | AC    | Andrea Zerini     | 1988 | 205 cm | 110 kg |  |
| 1  | Stati Uniti (bandiera)                                   | AP    | Dez Wells         | 1992 | 196 cm | 98 kg  |  |
| 4  | Austria (bandiera)                                       | C     | Benjamin Ortner   | 1983 | 206 cm | 103 kg |  |
| 6  | Uruguay (bandiera) · Italia (bandiera)                   | P     | Bruno Fitipaldo   | 1991 | 184 cm | 82 kg  |  |
| 7  | Italia (bandiera)                                        | G     | Antonino Sabatino | 2000 | 184 cm | 73 kg  |  |
| 8  | Bosnia ed Erzegovina (bandiera) · Italia (bandiera)      | AC    | Emin Mavric       | 1998 | 203 cm | 87 kg  |  |
| 9  | Nigeria (bandiera)                                       | C     | Shane Lawal       | 1986 | 208 cm | 102 kg |  |
| 10 | Stati Uniti (bandiera)                                   | AG    | Maarty Leunen (C) | 1985 | 206 cm | 105 kg |  |
| 11 | Canada (bandiera) · Regno Unito (bandiera)               | AP    | Thomas Scrubb     | 1991 | 198 cm | 91 kg  |  |
| 12 | Argentina (bandiera) · Italia (bandiera)                 | PG    | Ariel Filloy      | 1987 | 190 cm | 85 kg  |  |
| 20 | Stati Uniti (bandiera) · Bosnia ed Erzegovina (bandiera) | P     | Alex Renfroe      | 1986 | 191 cm | 80 kg  |  |
| 24 | Italia (bandiera)                                        | PG    | Lorenzo D'Ercole  | 1988 | 193 cm | 88 kg  |  |
| 25 | Stati Uniti (bandiera)                                   | G     | Jason Rich        | 1986 | 191 cm | 94 kg  |  |
| 33 | Rep. Ceca (bandiera)                                     | AG    | Patrik Auda       | 1989 | 206 cm | 107 kg |  |
| 44 | Ucraina (bandiera)                                       | C     | Kyrylo Fesenko    | 1986 | 216 cm | 130 kg |  |
| 55 | Senegal (bandiera)                                       | C     | Hamady N'Diaye    | 1987 | 213 cm | 107 kg |  |
| 57 | Italia (bandiera)                                        | GA    | Salvatore Parlato | 1986 | 196 cm | 87 kg  |  |
| -  | Italia (bandiera)                                        |       | Andrea Bianco     | 2001 |        |        |  |
| -  | Italia (bandiera)                                        |       | Gianluca De Meo   | 2000 |        |        |  |
| -  | Italia (bandiera)                                        |       | Michele Esposito  | 1999 |        |        |  |
| -  | Italia (bandiera)                                        |       | Michele Fucci     | 1998 |        |        |  |

| Allenatore                                                                                               |
| - Stefano Sacripanti                                                                                     |
| Assistente/i                                                                                             |
| - Gianluca De Gennaro - Massimiliano Oldoini Legenda - (C) Capitano - (IN) Inattivo - Infortunato Roster |

### Staff tecnico e dirigenziale
- Allenatore: Stefano Sacripanti
- Assistente: Massimiliano Oldoini
- Assistente: Gianluca De Gennaro
- Preparatore Atletico: Silvio Barnabà
- Medico Sociale: Franco Cerullo
- Fisioterapista: Giuseppe Calò
- Fisioterapista: Salvatore Petruzzi

- Presidente: Giuseppe Sampietro
- Vicepresidente: Annamaria Malzoni
- Amministratore delegato: Gianandrea De Cesare
- Direttore Sportivo: Nicola Alberani
- Team Manager: Gaetano De Paola
- Relazioni Esterne/Addetto stampa: Maria Picariello
- Segreteria Sportiva: Gianluca Di Domenico
- Resp. Settore Giovanile: Francesco Cavaliere
- Resp. Statistiche Lega: Giuseppe Adamo
- Resp. Instant Replay: Giuseppe Adamo

## Mercato

### Sessione estiva
| Acquisti | Acquisti         | Acquisti                      | Acquisti   | Acquisti |
| R.       | Nome             | da                            | Modalità   |          |
| -------- | ---------------- | ----------------------------- | ---------- | -------- |
| P        | Bruno Fitipaldo  | Galatasaray                   | definitivo |          |
| PG       | Ariel Filloy     | Reyer Venezia                 | definitivo |          |
| G        | Jason Rich       | Levallois Metr.s              | definitivo |          |
| AP       | Thomas Scrubb    | Gießen 46ers                  | definitivo |          |
| AP       | Dez Wells        | Oklahoma Blue                 | definitivo |          |
| PG       | Lorenzo D'Ercole | Dinamo Sassari                | definitivo |          |
| C        | Hamady N'Diaye   | Bnei Herzliya                 | definitivo |          |
| C        | Shane Lawal      | Barcellona                    | definitivo |          |
| AC       | Emin Mavric      | Nuova Pallacanestro Monteroni | definitivo |          |

| Cessioni | Cessioni          | Cessioni          | Cessioni       | Cessioni |
| R.       | Nome              | a                 | Modalità       |          |
| -------- | ----------------- | ----------------- | -------------- | -------- |
| GA       | Levi Randolph     | Dinamo Sassari    | fine contratto |          |
| AC       | Shawn Jones       | Dinamo Sassari    | fine contratto |          |
| G        | Giovanni Severini | Pall. Forlì 2.015 | fine contratto |          |
| A        | Adonis Thomas     | Bandırma Banvit   | fine contratto |          |
| PG       | Joe Ragland       | Lokomotiv Kuban'  | fine contratto |          |
| PG       | David Logan       | Strasburgo        | fine contratto |          |
| C        | Marco Cusin       | Olimpia Milano    | fine contratto |          |
| G        | Retin Obasohan    | Oettinger Rockets | fine contratto |          |
| P        | Marques Green     | Free agent        | fine contratto |          |

### Dopo l'inizio della stagione
| Acquisti | Acquisti        | Acquisti    | Acquisti        | Acquisti   |
| R.       | Nome            | da          | Data            | Modalità   |
| -------- | --------------- | ----------- | --------------- | ---------- |
| C        | Benjamin Ortner | Free agent  | 27 ottobre 2017 | definitivo |
| AG       | Patrik Auda     | Rosa Radom  | 7 maggio 2018   | definitivo |
| P        | Alex Renfroe    | Galatasaray | 11 maggio 2018  | definitivo |

| Cessioni | Cessioni        | Cessioni | Cessioni         | Cessioni       |
| R.       | Nome            | a        | Data             | Modalità       |
| -------- | --------------- | -------- | ---------------- | -------------- |
| C        | Benjamin Ortner | Brescia  | 15 dicembre 2017 | fine contratto |

## Risultati

### Serie A

#### Regular season

##### Girone di andata
| Arbitri: | Massimiliano Filippini (San Lazzaro di Savena) Luca Weidmann (Campobasso) Gianluca Calbucci (Pomezia) |

|                           |            |                                                  |
| Rich 18 Wells 14 Leunen 8 | Punti      | 12 Reynolds 10 Cervi, Della Valle 9 Nevels, Sané |
| Leunen, Scrubb 3          | Assist     | 2 quattro giocatori                              |
| Scrubb 7                  | Rimbalzi   | 10 Reynolds                                      |
| Stefano Sacripanti        | Allenatori | Massimiliano Menetti                             |

| Arbitri: | Alessandro Martolini (Roma) Lorenzo Baldini (Firenze) Matteo Boninsegna (Milano) |

|                                                 |            |                            |
| Hunt, M. Vitali 19 Landry, Moore 16 L. Vitali 8 | Punti      | 18 Rich 16 Leunen 14 Wells |
| L. Vitali 11                                    | Assist     | 8 Fitipaldo                |
| Sacchetti 6                                     | Rimbalzi   | 8 Leunen                   |
| Andrea Diana                                    | Allenatori | Stefano Sacripanti         |

| Arbitri: | Carmelo Paternicò (Piazza Armerina) Beniamino Manuel Attard (Priolo Gargallo) Christian Borgo (Dueville) |

|                                 |            |                               |
| Fitipaldo 18 Leunen 13 Wells 12 | Punti      | 15 Patterson 9 Poeta 8 Mbakwe |
| Fitipaldo 4                     | Assist     | 3 Garrett, Vujačić            |
| Scrubb 7                        | Rimbalzi   | 10 Washington                 |
| Stefano Sacripanti              | Allenatori | Luca Banchi                   |

| Arbitri: | Saverio Lanzarini (Bologna) Mark Bartoli (Trieste) Guido Giovannetti (Terni) |

|                             |            |                            |
| Moore 15 Kennedy 13 Mian 11 | Punti      | 28 Rich 17 Wells 15 Filloy |
| Moore 8                     | Assist     | 5 Fitipaldo                |
| Kennedy 17                  | Rimbalzi   | 10 Leunen                  |
| Vincenzo Esposito           | Allenatori | Stefano Sacripanti         |

| Arbitri: | Lorenzo Baldini (Firenze) Fabrizio Paglialunga (Taranto) Guido Federico Di Francesco (Teramo) |

|                             |            |                                |
| Leunen 17 Scrubb 15 Rich 14 | Punti      | 18 Smith 14 Thomas 11 Chappell |
| Fitipaldo 6                 | Assist     | 4 Chappell                     |
| Scrubb 9                    | Rimbalzi   | 7 Burns, Chappell, Thomas      |
| Stefano Sacripanti          | Allenatori | Marco Sodini                   |

| Arbitri: | Dino Seghetti (Livorno) Emanuele Aronne (Viterbo) Denny Borgioni (Roma) |

|                               |            |                           |
| Lalanne 24 Suggs 19 Barber 13 | Punti      | 28 Rich 23 Filloy 9 Wells |
| Barber 8                      | Assist     | 3 Filloy                  |
| Randle 10                     | Rimbalzi   | 9 Leunen                  |
| Sandro Dell'Agnello           | Allenatori | Massimiliano Menetti      |

| Arbitri: | Enrico Sabetta (Termoli) Denis Quarta (Rivalta di Torino) Alessandro Nicolini (Bagheria) |

|                               |            |                                    |
| Wells 16 D'Ercole 10 Scrubb 9 | Punti      | 15 Hollis 10 Okoye, Pelle 8 Waller |
| Rich 6                        | Assist     | 5 Waller                           |
| Rich 9                        | Rimbalzi   | 8 Cain, Pelle                      |
| Stefano Sacripanti            | Allenatori | Attilio Caja                       |

| Arbitri: | Saverio Lanzarini (Bologna) Massimiliano Filippini (San Lazzaro di Savena) Dario Morelli (Brindisi) |

|                                     |            |                                            |
| Jerrells 23 Theodore 18 Gudaitis 17 | Punti      | 21 Rich, Filloy 16 Wells, N'Diaye 9 Leunen |
| Theodore 4                          | Assist     | 8 Leunen                                   |
| Gudaitis 20                         | Rimbalzi   | 12 N'Diaye                                 |
| Simone Pianigiani                   | Allenatori | Stefano Sacripanti                         |

| Arbitri: | Tolga Sahin (Messina) Carmelo Lo Guzzo (Pisa) Valerio Grigioni (Roma) |

|                                     |            |                              |
| Rich 29 Wells 16 Filloy, Fesenko 12 | Punti      | 18 Orelik 14 Johnson 12 Watt |
| Filloy 7                            | Assist     | 5 De Nicolao                 |
| Leunen 12                           | Rimbalzi   | 8 Perić                      |
| Stefano Sacripanti                  | Allenatori | Walter De Raffaele           |

| Arbitri: | Dino Seghetti (Livorno) Alessandro Martolini (Roma) Nicola Ranaudo (Milano) |

|                                         |            |                             |
| Johnson-Odom 20 Fontecchio 15 Martin 12 | Punti      | 14 Rich 13 Scrubb 12 Leunen |
| T. Diener 5                             | Assist     | 3 Filloy, Fitipaldo         |
| Johnson-Odom 7                          | Rimbalzi   | 6 Leunen                    |
| Romeo Sacchetti                         | Allenatori | Stefano Sacripanti          |

| Arbitri: | Massimiliano Filippini (San Lazzaro di Savena) Michele Rossi (Anghiari) Christian Borgo (Dueville) |

|                                    |            |                             |
| Kuksiks, Moore 18 Mika 16 Ceron 11 | Punti      | 25 Rich 16 Scrubb 13 Filloy |
| Moore 3                            | Assist     | 5 Leunen                    |
| Mika 15                            | Rimbalzi   | 10 Leunen                   |
| Spiro Leka                         | Allenatori | Stefano Sacripanti          |

| Arbitri: | Gianluca Sardella (Rimini) Gabriele Bettini (Bologna) Nicola Ranaudo (Milano) |

|                             |            |                                      |
| Rich 20 Filloy 18 Leunen 12 | Punti      | 14 Kulboka 11 Wojciechowski 10 Delaš |
| Filloy 7                    | Assist     | 6 Maynor                             |
| Scrubb 7                    | Rimbalzi   | 7 Delaš                              |
| Stefano Sacripanti          | Allenatori | Gennaro Di Carlo                     |

| Arbitri: | Roberto Begnis (Crema) Denny Borgioni (Roma) Gianluca Calbucci (Pomezia) |

|                                 |            |                               |
| Bamforth 20 Jones 14 Hatcher 13 | Punti      | 33 Rich 18 Fitipaldo 9 Filloy |
| Spissu 4                        | Assist     | 4 Leunen                      |
| Jones 11                        | Rimbalzi   | 13 Fesenko                    |
| Federico Pasquini               | Allenatori | Stefano Sacripanti            |

| Arbitri: | Dino Seghetti (Livorno) Beniamino Manuel Attard (Priolo Gargallo) Alessandro Perciavalle (Torino) |

|                                  |            |                                  |
| Fitipaldo 18 Wells 17 Fesenko 14 | Punti      | 18 Gentile 11 Lawson 9 Umeh      |
| Leunen 9                         | Assist     | 4 Gentile                        |
| Leunen 9                         | Rimbalzi   | 5 Baldi Rossi, Lawson, Slaughter |
| Stefano Sacripanti               | Allenatori | Alessandro Ramagli               |

| Arbitri: | Carmelo Paternicò (Piazza Armerina) Maurizio Biggi (Cavenago di Brianza) Matteo Boninsegna (Milano) |

|                                      |            |                             |
| Sutton 27 Hogue 13 Gomes, Shields 11 | Punti      | 33 Rich 22 Scrubb 18 Filloy |
| Forray 3                             | Assist     | 3 Fesenko, Fitipaldo, Rich  |
| Hogue 6                              | Rimbalzi   | 5 N'Diaye, Leunen, Scrubb   |
| Maurizio Buscaglia                   | Allenatori | Stefano Sacripanti          |

##### Girone di ritorno
| Arbitri: | Saverio Lanzarini (Bologna) Mark Bartoli (Trieste) Gianluca Calbucci (Pomezia) |

|                                                  |            |                              |
| Della Valle 19 Mark'oishvili 14 White, Wright 13 | Punti      | 21 Fesenko 20 Rich 16 Scrubb |
| Llompart 6                                       | Assist     | 7 Filloy                     |
| Wright 6                                         | Rimbalzi   | 9 Fesenko                    |
| Massimiliano Menetti                             | Allenatori | Stefano Sacripanti           |

| Arbitri: | Alessandro Martolini (Roma) Alessandro Vicino (Argelato) Mauro Belfiore (Napoli) |

|                                                      |            |                              |
| Rich 29 Leunen, Wells 15 D'Ercole, Fesenko, Filloy 9 | Punti      | 22 Landry 17 Vitali 15 Moore |
| Rich 7                                               | Assist     | 7 Moss                       |
| Fesenko 8                                            | Rimbalzi   | 7 Hunt                       |
| Stefano Sacripanti                                   | Allenatori | Andrea Diana                 |

| Arbitri: | Lorenzo Baldini (Firenze) Denny Borgioni (Roma) Andrea Bongiorni (Pisa) |

|                                     |            |                                                        |
| Garrett 16 Vujačić 13 Washington 12 | Punti      | 15 Fesenko, Filloy 10 Scrubb, Wells 8 D'Ercole, Leunen |
| Garrett, Vujačić 3                  | Assist     | 5 Fitipaldo, Leunen                                    |
| Mbakwe 9                            | Rimbalzi   | 9 Leunen                                               |
| Carlo Recalcati                     | Allenatori | Stefano Sacripanti                                     |

| Arbitri: | Manuel Mazzoni (Grosseto) Evangelista Caiazza (Arzano) Valerio Grigioni (Roma) |

|                                              |            |                               |
| Fesenko, Rich 18 N'Diaye, Scrubb 13 Leunen 9 | Punti      | 17 Moore 14 Gaspardo 12 McGee |
| Fitipaldo 9                                  | Assist     | 3 McGee                       |
| Scrubb 7                                     | Rimbalzi   | 6 Magro                       |
| Stefano Sacripanti                           | Allenatori | Vincenzo Esposito             |

| Arbitri: | Dino Seghetti (Livorno) Michele Rossi (Anghiari) Fabrizio Paglialunga (Taranto) |

|                                 |            |                             |
| Smith 20 Thomas 16 Culpepper 11 | Punti      | 18 Rich 15 Fesenko 14 Wells |
| Chappell 6                      | Assist     | 6 Leunen                    |
| Burns 7                         | Rimbalzi   | 14 Fesenko                  |
| Marco Sodini                    | Allenatori | Stefano Sacripanti          |

| Arbitri: | Saverio Lanzarini (Bologna) Denny Borgioni (Roma) Valerio Grigioni (Roma) |

|                               |            |                                                  |
| Fitipaldo 18 Rich 14 Wells 12 | Punti      | 11 Lydeka, Mesiček, Moore, Suggs 9 Smith 8 Giuri |
| Filloy 5                      | Assist     | 4 Moore                                          |
| Lawal 7                       | Rimbalzi   | 8 Lydeka                                         |
| Stefano Sacripanti            | Allenatori | Francesco Vitucci                                |

| Arbitri: | Massimiliano Filippini (San Lazzaro di Savena) Beniamino Manuel Attard (Priolo Gargallo) Guido Federico Di Francesco (Teramo) |

|                               |            |                                      |
| Okoye 26 Avramović 13 Vene 12 | Punti      | 22 Rich 15 Wells 9 Fitipaldo, Leunen |
| Vene 5                        | Assist     | 7 Leunen                             |
| Cain, Okoye 8                 | Rimbalzi   | 8 Scrubb                             |
| Attilio Caja                  | Allenatori | Stefano Sacripanti                   |

| Arbitri: | Carmelo Paternicò (Piazza Armerina) Lorenzo Baldini (Firenze) Denis Quarta (Rivalta di Torino) |

|                             |            |                                 |
| Rich 21 Fesenko 16 Wells 14 | Punti      | 14 Micov 13 Gudaitis 12 Pascolo |
| Leunen 8                    | Assist     | 6 Goudelock                     |
| Fesenko, Leunen 7           | Rimbalzi   | 7 Pascolo                       |
| Stefano Sacripanti          | Allenatori | Simone Pianigiani               |

| Arbitri: | Roberto Begnis (Crema) Alessandro Martolini (Roma) Alessandro Perciavalle (Torino) |

|                                      |            |                                 |
| Watt 21 Tonut 16 Daye, De Nicolao 13 | Punti      | 22 Rich 16 Fesenko 13 Fitipaldo |
| Haynes 4                             | Assist     | 4 Fitipaldo                     |
| Daye 7                               | Rimbalzi   | 10 Lawal                        |
| Walter De Raffaele                   | Allenatori | Stefano Sacripanti              |

| Arbitri: | Enrico Sabetta (Termoli) Fabrizio Paglialunga (Taranto) Gianluca Calbucci (Pomezia) |

|                             |            |                                   |
| Wells 18 Rich 16 Fesenko 15 | Punti      | 16 Johnson-Odom 15 Martin 13 Sims |
| Leunen 5                    | Assist     | 3 Johnson-Odom                    |
| Leunen 10                   | Rimbalzi   | 9 Sims                            |
| Stefano Sacripanti          | Allenatori | Romeo Sacchetti                   |

| Arbitri: | Roberto Begnis (Crema) Gabriele Bettini (Bologna) Denny Borgioni (Roma) |

|                               |            |                                     |
| Rich 31 Scrubb 14 Fitipaldo 9 | Punti      | 24 Clarke 22 Mika 12 Bertone, Braun |
| Filloy, Lawal 5               | Assist     | 8 Clarke                            |
| Lawal 14                      | Rimbalzi   | 9 Mika                              |
| Stefano Sacripanti            | Allenatori | Massimo Galli                       |

| Arbitri: | Alessandro Martolini (Roma) Maurizio Biggi (Cavenago di Brianza) Matteo Boninsegna (Milano) |

|                                |            |                                 |
| Knox 18 Stojanović 14 Atsür 11 | Punti      | 14 Filloy 13 D'Ercole 9 Fesenko |
| Stojanović 8                   | Assist     | 5 Leunen                        |
| Stojanović 10                  | Rimbalzi   | 13 Lawal                        |
| Andrea Mazzon                  | Allenatori | Stefano Sacripanti              |

| Arbitri: | Massimiliano Filippini (San Lazzaro di Savena) Luca Weidmann (Campobasso) Guido Federico Di Francesco (Teramo) |

|                            |            |                                             |
| Rich 17 Wells 12 Filloy 11 | Punti      | 16 Bamforth, Polonara 15 Jones 11 Stipčević |
| Lawal, Rich 6              | Assist     | 3 Bamforth                                  |
| Fesenko 6                  | Rimbalzi   | 6 Pierre                                    |
| Stefano Sacripanti         | Allenatori | Zare Markovski                              |

| Arbitri: | Carmelo Paternicò (Piazza Armerina) Fabrizio Paglialunga (Taranto) Mauro Belfiore (Napoli) |

|                                          |            |                              |
| Aradori 22 Slaughter 11 Lawson, Wilson 7 | Punti      | 17 Rich 15 Fesenko 11 Filloy |
| Lafayette 3                              | Assist     | 2 quattro giocatori          |
| Wilson 7                                 | Rimbalzi   | 15 Fesenko                   |
| Alessandro Ramagli                       | Allenatori | Stefano Sacripanti           |

| Arbitri: | Roberto Begnis (Crema) Beniamino Manuel Attard (Priolo Gargallo) Alessandro Nicolini (Bagheria) |

|                            |            |                                  |
| Wells 18 Rich 15 Leunen 13 | Punti      | 20 Sutton 18 Forray 8 Flaccadori |
| Leunen, Rich 8             | Assist     | 3 Flaccadori                     |
| Leunen, Wells 8            | Rimbalzi   | 9 Hogue                          |
| Stefano Sacripanti         | Allenatori | Maurizio Buscaglia               |

#### Play-off
| Arbitri: | Carmelo Paternicò (Piazza Armerina) Michele Rossi (Anghiari) Emanuele Aronne (Viterbo) |

|                          |            |                                  |
| Wells 19 Auda 15 Rich 11 | Punti      | 20 Sutton 16 Flaccadori 14 Gomes |
| Renfroe, Rich            | Assist     | 3 Sutton                         |
| Renfroe 5                | Rimbalzi   | 6 Gomes, Hogue, Sutton           |
| Stefano Sacripanti       | Allenatori | Maurizio Buscaglia               |

| Arbitri: | Dino Seghetti (Livorno) Massimiliano Filippini (San Lazzaro di Savena) Gabriele Bettini (Bologna) |

|                             |            |                                                |
| Fesenko 20 Rich 12 Wells 11 | Punti      | 10 Gutiérrez, Shields 9 Sutton 8 Franke, Hogue |
| Wells 8                     | Assist     | 3 Forray                                       |
| Fesenko 10                  | Rimbalzi   | 10 Sutton                                      |
| Stefano Sacripanti          | Allenatori | Maurizio Buscaglia                             |

| Arbitri: | Roberto Begnis (Crema) Alessandro Martolini (Roma) Guido Federico Di Francesco (Teramo) |

|                                  |            |                                   |
| Hogue 20 Franke 17 Flaccadori 12 | Punti      | 15 Rich 13 Scrubb, Auda 11 Filloy |
| Forray, Hogue 3                  | Assist     | 4 Fesenko                         |
| Shields 6                        | Rimbalzi   | 8 Fesenko                         |
| Maurizio Buscaglia               | Allenatori | Stefano Sacripanti                |

| Arbitri: | Saverio Lanzarini (Bologna) Mark Bartoli (Trieste) Valerio Grigioni (Roma) |

|                                                   |            |                                         |
| Flaccadori, Hogue, Shields 17 Siliņš 14 Sutton 10 | Punti      | 13 Filloy 10 Auda, Rich, Wells 7 Scrubb |
| Shields 4                                         | Assist     | 2 Renfroe                               |
| Hogue 12                                          | Rimbalzi   | 7 Fesenko                               |
| Maurizio Buscaglia                                | Allenatori | Stefano Sacripanti                      |

### Coppa Italia
| Arbitri: | Tolga Sahin (Messina) Gabriele Bettini (Bologna) Dario Morelli (Brindisi) |

|                                |            |                                      |
| Rich 30 Fesenko 19 D'Ercole 12 | Punti      | 19 D. Diener 18 Johnson-Odom 12 Sims |
| Leunen 5                       | Assist     | 8 T. Diener                          |
| Fesenko 19                     | Rimbalzi   | 9 Sims                               |
| Stefano Sacripanti             | Allenatori | Romeo Sacchetti                      |

### Basketball Champions League

#### Fase a gironi
| Arbitri: | Petar Obradovic Martin Horozov Aleksandar Milojevic |

|                              |            |                             |
| Diebler 23 Şanlı 17 Weems 14 | Punti      | 21 Rich 17 Filloy 12 Leunen |
| Strawberry 7                 | Assist     | 6 Fitipaldo                 |
| Şanlı 9                      | Rimbalzi   | 6 Leunen, Zerini            |
| Ufuk Sarıca                  | Allenatori | Stefano Sacripanti          |

| Arbitri: | Aleksandar Glisic Goran Sljivic Ciprian Stoica |

|                                         |            |                             |
| Shuler 24 Schaffartzik 21 Invernizzi 11 | Punti      | 19 Filloy 18 Rich 14 Scrubb |
| Moore, Shuler 3                         | Assist     | 5 Fitipaldo                 |
| Invernizzi 7                            | Rimbalzi   | 9 Leunen                    |
| Pascal Donnadieu                        | Allenatori | Stefano Sacripanti          |

| Arbitri: | Sasa Maricic Oskars Lucis Ventsislav Velikov |

|                                      |            |                                          |
| Wells 20 Fitipaldo, Rich 10 Scrubb 7 | Punti      | 13 Jekiri 11 Salumu 10 Fieler, Kesteloot |
| Fitipaldo 6                          | Assist     | 3 Đorđević                               |
| Leunen 11                            | Rimbalzi   | 7 Kesteloot                              |
| Stefano Sacripanti                   | Allenatori | Dario Gjergja                            |

| Arbitri: | Tanel Suslov Sebastien Clivaz Yener Yilmaz |

|                                         |            |                               |
| Dragičević 23 Gecevičius 17 Koszarek 11 | Punti      | 20 Wells 17 Fitipaldo 11 Rich |
| Koszarek 7                              | Assist     | 6 Fitipaldo, Leunen           |
| Dragičević 8                            | Rimbalzi   | 6 Scrubb                      |
| Artur Gronek                            | Allenatori | Stefano Sacripanti            |

| Arbitri: | Anastasios Piloidis Ilias Kounelles Aleksandar Milojevic |

|                            |            |                              |
| Rich 23 Wells 19 Filloy 16 | Punti      | 18 Hruban 12 Lawrence 10 Ray |
| Filloy, Leunen 5           | Assist     | 3 Lawrence                   |
| Leunen, N'Diaye 7          | Rimbalzi   | 5 Barać, Bohačík             |
| Stefano Sacripanti         | Allenatori | Oren Amiel                   |

| Arbitri: | Tomas Jasevicius Ognjen Jokic Petar Obradovic |

|                                     |            |                                           |
| Bell 16 Vasilopoulos 15 Athīnaiou 9 | Punti      | 16 N'Diaye, Rich 6 Wells 5 Filloy, Zerini |
| Athīnaiou 5                         | Assist     | 4 Filloy, Rich, Wells                     |
| Petway, Vasilopoulos 8              | Rimbalzi   | 7 N'Diaye                                 |
| Panagiōtīs Giannakīs                | Allenatori | Stefano Sacripanti                        |

| Arbitri: | Aleksandar Glisic Erez Gurion Jasmina Juras |

|                             |            |                                     |
| Wells 16 Filloy 12 Scrubb 8 | Punti      | 17 Mayo 13 Gamble 9 Zubčić, Đurišić |
| Filloy, Leunen 5            | Assist     | 4 Mayo                              |
| Leunen 9                    | Rimbalzi   | 11 Đurišić                          |
| Stefano Sacripanti          | Allenatori | Predrag Krunić                      |

| Arbitri: | Antonio Conde Janusz Calik Luka Kardum |

|                             |            |                                  |
| Filloy 20 Rich 19 Leunen 13 | Punti      | 16 Clark 12 Strawberry 11 Sipahi |
| Leunen 9                    | Assist     | 5 Strawberry                     |
| Scrubb 8                    | Rimbalzi   | 5 Sipahi                         |
| Stefano Sacripanti          | Allenatori | Ufuk Sarıca                      |

| Arbitri: | Anastasios Piloidis Fernando Calatrava Sergiy Zashchuk |

|                              |            |                                               |
| Fesenko 28 Rich 22 Filloy 14 | Punti      | 23 Shuler 19 Schaffartzik 17 Konaté, Petteway |
| Rich 10                      | Assist     | 9 Shuler                                      |
| Fesenko 11                   | Rimbalzi   | 9 Petteway                                    |
| Stefano Sacripanti           | Allenatori | Pascal Donnadieu                              |

| Arbitri: | Georgios Poursanidis Andris Aunkrogers Dariusz Zapolski |

|                                   |            |                             |
| Mwema 13 Jekiri 8 Lasisi, Myers 6 | Punti      | 12 Scrubb 11 Zerini 9 Wells |
| Mihailović 3                      | Assist     | 7 Fitipaldo                 |
| Jekiri 12                         | Rimbalzi   | 8 Scrubb                    |
| Dario Gjergja                     | Allenatori | Stefano Sacripanti          |

| Arbitri: | Gentian Cici Pavel Fuska Boris Krejic |

|                             |            |                                        |
| Rich 16 Fesenko 10 Filloy 9 | Punti      | 16 Dragičević 11 Zamojski 9 Gecevičius |
| Filloy 4                    | Assist     | 4 Koszarek                             |
| Scrubb 11                   | Rimbalzi   | 6 Koszarek, Murić                      |
| Stefano Sacripanti          | Allenatori | Andrej Urlep                           |

| Arbitri: | Yener Yilmaz Marius Ciulin Andrei Sharapa |

|                          |            |                             |
| Ray 24 Benda 14 Hruban 9 | Punti      | 24 Scrubb 12 Filloy 11 Rich |
| Lawrence 6               | Assist     | 5 Fesenko, Leunen           |
| Ray 11                   | Rimbalzi   | 13 Leunen                   |
| Oren Amiel               | Allenatori | Stefano Sacripanti          |

| Arbitri: | Yohan Rosso Martins Kozlovskis Ventsislav Velikov |

|                                               |            |                                             |
| Rich 13 D'Ercole, Filloy 12 N'Diaye, Wells 11 | Punti      | 19 Maraš 12 Douvier 11 Mpochōridīs, Prewitt |
| Rich 5                                        | Assist     | 5 Mpochōridīs                               |
| N'Diaye 11                                    | Rimbalzi   | 7 Douvier                                   |
| Stefano Sacripanti                            | Allenatori | Panagiōtīs Giannakīs                        |

| Arbitri: | Marek Cmikiewicz Haris Bijedic Apostolos Kalpakas |

|                                     |            |                                        |
| Breunig, Zubčić 17 Mayo 11 Klein 10 | Punti      | 16 Scrubb 11 Fitipaldo, Rich 10 Zerini |
| Klein 4                             | Assist     | 6 Filloy                               |
| Breunig 10                          | Rimbalzi   | 8 N'Diaye                              |
| Predrag Krunić                      | Allenatori | Stefano Sacripanti                     |

### FIBA Europe Cup
| Arbitri: | Petr Hrusa Mehmet Karabilecen Charalampos Karakatsounis |

|                                               |            |                                                               |
| Fesenko 24 Rich, Wells 13 Fitipaldo, Zerini 7 | Punti      | 16 Gray, Kravish 10 Gaulden-Saddler 8 Czerapowicz, Kudrautsau |
| Filloy 6                                      | Assist     | 5 Gaulden-Saddler                                             |
| Fesenko 15                                    | Rimbalzi   | 8 Kravish                                                     |
| Stefano Sacripanti                            | Allenatori | Aliaksandr Krutsikau                                          |

| Arbitri: | Anastasios Piloidis Ilya Putenko Ciprian Stoica |

|                                             |            |                            |
| Kudrautsau 17 Kravish 16 Gaulden-Saddler 11 | Punti      | 22 Filloy 17 Wells 15 Rich |
| Adamović 5                                  | Assist     | 6 Leunen                   |
| Kravish 13                                  | Rimbalzi   | 5 Zerini, Wells            |
| Aliaksandr Krutsikau                        | Allenatori | Stefano Sacripanti         |

| Arbitri: | Aleksandar Glisic Apostolos Kalpakas Haris Bijedic |

|                                          |            |                             |
| Gaines 18 Kornijenko 15 Buterlevičius 13 | Punti      | 17 Wells 15 Fesenko 11 Rich |
| Šikšnius 5                               | Assist     | 8 Leunen                    |
| Korniienko 10                            | Rimbalzi   | 6 Fesenko, Scrubb           |
| Žydrūnas Urbonas                         | Allenatori | Stefano Sacripanti          |

| Arbitri: | Vicente Bulto Markos Michaelides Zafer Yilmaz |

|                              |            |                                     |
| D'Ercole 17 Rich 14 Wells 10 | Punti      | 18 Kornijenko 15 Kupšas 10 Šikšnius |
| Fitipaldo 8                  | Assist     | 8 Bičkauskis                        |
| Leunen 8                     | Rimbalzi   | 12 Korniienko                       |
| Stefano Sacripanti           | Allenatori | Žydrūnas Urbonas                    |

| Arbitri: | Marius Ciulin Marek Cmikiewicz Uros Nikolic |

|                             |            |                            |
| Rich 28 Fesenko 11 Scrubb 9 | Punti      | 26 Diouf 11 Darboe 9 Jukić |
| Leunen 6                    | Assist     | 7 Darboe                   |
| Rich 8                      | Rimbalzi   | 7 Akoon-Purcell, Bishop    |
| Stefano Sacripanti          | Allenatori | Steffen Wich               |

| Arbitri: | Yohan Rosso Sergiy Zashchuk Martins Kozlovskis |

|                                |            |                              |
| Jukić 17 Bishop 15 Crockett 14 | Punti      | 19 Fesenko 18 Filloy 15 Rich |
| Akoon-Purcell 6                | Assist     | 5 Rich                       |
| Diouf 10                       | Rimbalzi   | 7 Rich                       |
| Steffen Wich                   | Allenatori | Stefano Sacripanti           |

| Arbitri: | Antonio Conde Georgios Poursanidis Yener Yilmaz |

|                             |            |                                     |
| Fesenko 19 Wells 18 Rich 16 | Punti      | 14 Daye 13 Watt 10 Cerella, Johnson |
| Filloy 6                    | Assist     | 5 Haynes                            |
| Leunen 12                   | Rimbalzi   | 7 Perić                             |
| Stefano Sacripanti          | Allenatori | Walter De Raffaele                  |

| Arbitri: | Vicente Bulto Sasa Maricic Panagiotis Anastopoulos |

|                                 |            |                               |
| Haynes, Perić 16 Daye 15 Watt 8 | Punti      | 32 Rich 21 Fesenko 8 D'Ercole |
| Haynes 3                        | Assist     | 5 Rich                        |
| Biligha                         | Rimbalzi   | 15 Fesenko                    |
| Walter De Raffaele              | Allenatori | Stefano Sacripanti            |